# Александър Ланжерон
Александър Фьодорович де Ланжерон (на руски: Александр Фёдорович Ланжерон, на френски: Alexandre Louis Andrault de Langeron) е френски и руски граф. Офицер във френската и руската армия, генерал от пехотата.

## Живот

### Произход
Александър Ланжерон е роден на 13 януари 1763 г. в Париж в семейството на потомствен френски дворянин от рода Арно. Наследствен френски граф.

### Военна кариера
Ориентира се към военното поприще. Произведен е в първо офицерско звание подпоручик. Бойното му кръщене е във войната за независимост на американските колонии в Северна Америка от Великобритания. Участва във френската армия на генерал-лейтенант Жан-Батист де Рошамбо, която е съюзник на армията на Континенталния конгрес на САЩ (1782 – 1783). Награден е за военни заслуги със знака за отличие „Цинцинати“. Завръща се в родината и е повишен във военно звание полковник от френската армия.
След началото на Френската революция емигрира в Русия. Постъпва в руската армия и участва като доброволец в Руско-шведската война от 1788 – 1790 г. За битката при Виборг е награден с орден „Свети Георги“ IV степен. Присвоено му е военното звание полковник. Служи в Сибирския гренадирски полк от 7 май 1790 г.
Участва в Руско-турската война от 1787 – 1792 г. Отличава се в битките при Измаил (1790) и Мачин (1791). Награден е със златно оръжие „За храброст“.
По заповед на императрица Екатерина II служи в Австрийската армия. Във войната на Първата антинаполеоновска коалиция срещу Франция (1792 – 1797) воюва с френските републиканци в битките при Мобеж, Шарлеруа и Маастрихт (1794).
Служи в Малорусийския гренадирски полк от 30 июли 1795 г. Повишен е във военно звание генерал-майор и назначен за почетен командир на Уфимския мускетарски полк от 22 май 1797 г. Повишен е във военно звание генерал-лейтенант от 25 октомври 1798 г. Назначен е за почетен командир на Ряжкия мускетарски полк от 13 май 1799 г. Руски поданик и граф от 1799 г.
Във войната на третата антинаполеоновска коалиция срещу Франция се бие храбро в битката при Аустерлиц (1805). Участва в Руско-турската война от 1806 – 1812 г. Последователно е командир на 2-ри пехотен корпус и 22-ра пехотна дивизия. Временен командир на Дунавската руска армия след заболяването на генерала от пехотата Николай Каменски до назначаването на генерала от пехотата Михаил Кутузов. Проявява се в битките при Измаил, Гюргево и блокадата на Силистра (1809). За битката при село Дерепкьой е награден с орден „Свети Георги“ III степен (1810). Изпраща отряда на генерал-майор Емануил Сен-При да превземе за втори път Ловеч на 31 януари 1811 г. За битката при Русе е повишен във военно звание генерал от пехотата от 22 август 1811 г.
В отразяването на нападението на Наполеон Бонапарт срещу Русия е командир на 1-ви пехотен корпус в армията на адмирал Павел Чичагов. Проявява се в битките при Брест-Литовск, река Березина, Красно и при преследването на французите до река Висла (1812).
Участва във войната на Шестата антинаполеоновска коалиция срещу Франция (1813 – 1814). Отличава се в битките при Торн, Кьонигсварт, Бауцен, Зибенейхен, Холдберг, река Кацбах и Лайпциг, Суасон, Краон, Лаон, Реймс, Фер-Шампенуаз и квартал Монмартър на Париж (1814). Награден е с орден „Свети Георги“ II степен (1813) и орден „Свети апостол Андрей Първозвани“ (1815).
Последователно е командир на 6-и пехотен корпус, херсонски военен губернатор, градоначалник на Одеса; управляващ на гражданските дела на Екатеринославска, Херсонска и Таврическа губернии (1815 – 1823). Член на Върховния криминален съд над руските декабристи (1826). Почетен командир на Рижкия пехотен полк (1829).
Военната си кариера завършва с участие в Руско-турската война от 1828 – 1829 г. като командир на руските сили във Влашко.
Александър Ланжерон е близък приятел на Александър Пушкин. Автор на статии за френския периодичен печат, три пиеси и една комедия. За всяка от военните кампании, в които участва, води подробен дневник. Запазва за историята както фактите, така и своята ярка и жива оценка на събитията. Оставя обширни мемоари на френски език. Дневникът на Александър Ланжерон е ценен източник и свидетелство за Руско-турската война от 1806 – 1812 г.
Умира от холера на 4 юли 1831 г. в Санкт Петербург. Погребан е в католическия храм на Одеса. И днес приморската част на града се нарича Ланжерон.